# Museo de Artes y Costumbres Juan Eslava Galán
El Museo de Artes y Costumbres Juan Eslava Galán se encuentra en la localidad española de Arjona, está ubicado en el antiguo Hospital de San Miguel, compartiendo edificio con el Museo Arqueológico de Arjona. El museo se ha formado con las piezas donadas fundamentalmente por el escritor arjonero Juan Eslava Galán y vecinos de la localidad.

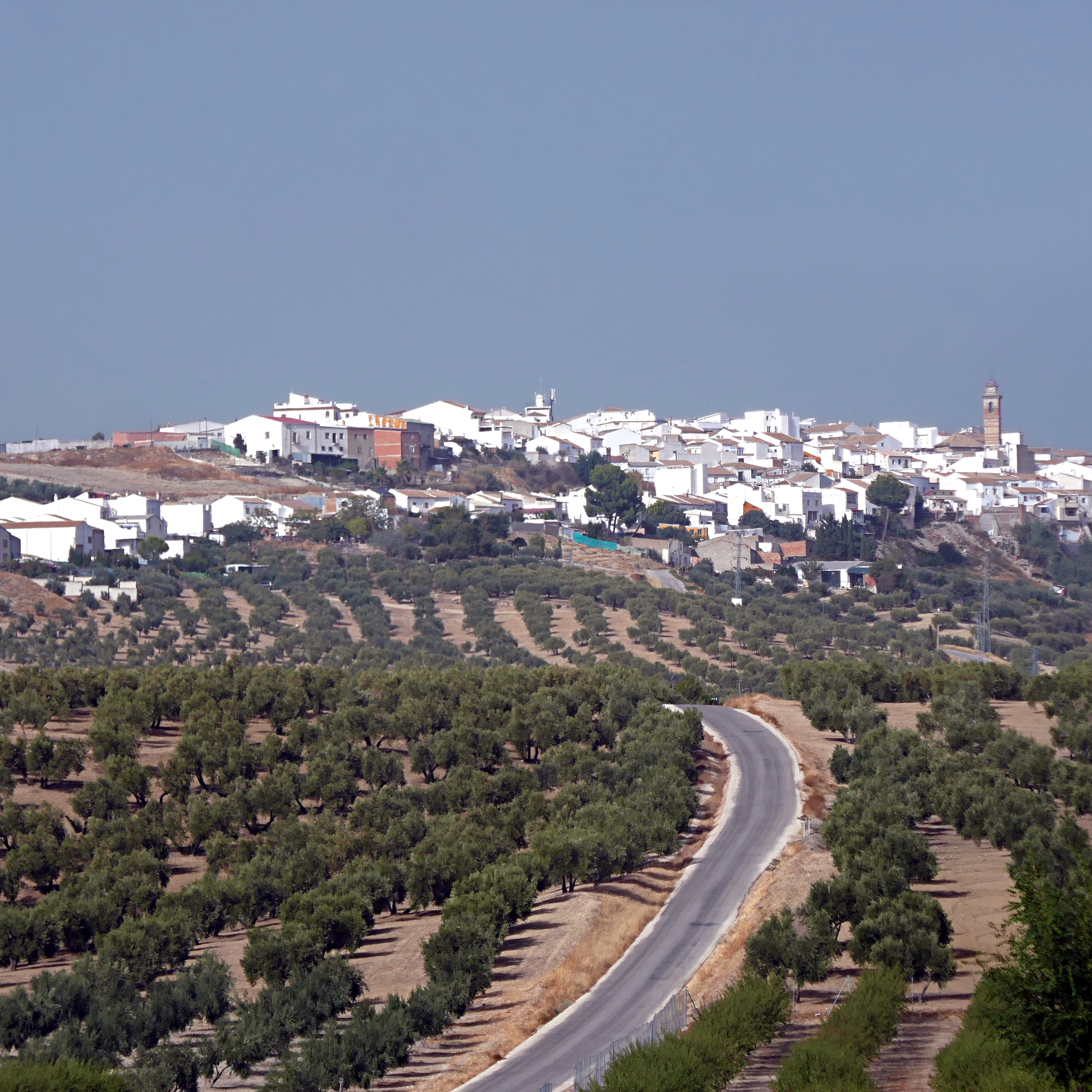
Arjona, Andalucía, España -

## Origen

### Edificio
El edificio donde se ubica el museo es el que se conoce como Hospital de San Miguel o Casa del Rey (se cree que Ibn Alhamar nació aquí) según muestra un dibujo del año 1628, publicado por Don Juan González en “Historia de la Ciudad de Arjona” 1905. Con el transcurso de los años y los nuevos requerimientos hospitalarios el hospital se fue remodelando y transformando hasta su traslado a una nueva ubicación en la década de los 90 del Siglo XX. En el lugar del edificio desaparecido se levantó el Ayuntamiento de la localidad.
El espacio del viejo hospital se adecuó para albergar el Museo de Artes y Costumbres Juan Eslava Galán y el Museo Arqueológico Ciudad de Arjona.

### El nombre
El escritor natural de Arjona Juan Eslava Galán da nombre al Museo ya que el escritor arjonero donó la mayor parte de la colección expuesta en sus salas.
El museo se inauguró en noviembre de 2012.

## Organización museística
El Museo de Artes y Costumbre Juan Eslava Galán (Planta baja) comparte edificio con el Museo Arqueológico (la parte alta del edificio). 
La distribución de la colección  del Museo de Artes y Costumbre Juan Eslava Galán esta organizada en una sala diáfana, en la cual se exhiben  los distintos objetos en función su propia utilidad etnográfica.  
La calle Central está dedicada a la Cultura Olivarera, contiene cántaros de aceite, una representación de una escena de recogida de aceitunas junto a los enseres tradicionales para poder llevarla a cabo, tales como la "Limpia", el "Varejón" etc.. 
En las dos calles laterales, una de ellas dedicada a los objetos típicos del matanza del cerdo, como tinajas, máquina de hacer chorizos, etc. y la otra muestra enseres tradicionales propios del ejercicio de la agricultura con una extensa colección de arados y trillas. 
Al fondo de la Sala se han escenificado tres estancias o habitáculos típicos de las casas de Arjona de mediados del Siglo XX, un dormitorio, una sala de estar y una cocina.

## Colección
La colección se compone de objetos etnográficos y tradicionales usados por los habitantes de Arjona a lo largo de su historia, en los trabajos relacionados con los olivos, recolección de la aceituna y su proceso aceitero, las labores agrícolas, objetos típicos de la matanza del cerdo, habitáculos típicos de las casas, etc. 
La colección se ha complementado con las aportaciones de los vecinos que tras visitar el Museo decidieron realizar nuevas donaciones, con el objetivo de ampliar y completar la colección.